# Lago Lauenensee
O Lago Lauenensee ou Lago Lauenen como também é denominado é uma unidade composta por dois lagos perto Lauenen no Cantão de Berna, Suíça. Encontra-se a uma altitude de 1381 m, a sua superfície é de 0,1 km². O lago maior tem uma superfície de 8,8 ha, e o menor de 1,3 ha.